# RotFront
RotFront, или Emigrantski Raggamuffin Kollektiv «RotFront» — этническая музыкальная группа, основанная в Берлине в 2003 году харьковчанином Юрием Гуржи вместе с Владимиром Каминером.

## История
Группа приобрела широкую популярность среди немецкой публики благодаря совместному с Владимиром Каминером проекту «Russendisko». Группа известна совмещением как разнообразных стилей музыки (рок, ска, хип-хоп, регги / раггамаффин / дэнсхолл, клезмер, цыганский панк, другие танцевальные направления), так и различных языков (английский, немецкий, русский, венгерский, украинский и испанский), чему способствует многонациональный состав участников (Украина, Германия, Венгрия, Австрия, Болгария и Австралия). В своих текстах RotFront обыгрывает эмигрантский характер группы и восточноевропейскую специфику.
Некоторые музыканты участвуют также в других музыкальных проектах, в том числе Даниэль Кан и бывшая участница RotFront, венгерская певица и актриса Дорка Гриллуш. К выступлениям группы зачастую привлекаются другие артисты; подчас количество членов коллектива на сцене доходит до 15. Солистами являются украинец Юрий Гуржи, болгарка Катя Ташева, венгр Шимон Вагорн и немец МС MadMilian (рэпер).
Участники бэнда считают себя политической музыкальной группой, отличительной чертой которой является интернациональность. Известная песня группы «Gay, Gypsy and Jew» была написана как ответ на рост ксенофобии, гомофобии и других проявлений нетерпимости после прихода к власти в Венгрии правого правительства.
За выступление на фестивале TFF Rudolstadt группа награждена немецкой музыкальной премией RUTH.

## Дискография

### Альбомы
- Emigrantski Raggamuffin (2009)
- Visa free (май 2011)
- 17 German Dances (17 Deutsche Tänze) (2014)

### Компиляции
- B-Style (listen to berlin (Berlin Music Commission) 2009)
- Ya Piv (Tiger Hifi Echo Mix) (2009)
- Zhenya (P-Town Remix) (Kaffee Burger (Duplicate Records) 2006)